# Pseudocoremia rudisata
Pseudocoremia rudisata är en fjärilsart som beskrevs av Walker 1862. Pseudocoremia rudisata ingår i släktet Pseudocoremia och familjen mätare. Inga underarter finns listade i Catalogue of Life.